# Tour aux Raines
La tour aux Raines est l'un des vestiges de l'enceinte urbaine enserrant la veille ville de Vire, aujourd'hui dans le département français du Calvados, en région Normandie.

## Localisation
La tour est située dans le centre-ville de la commune déléguée de Vire, au sein de la commune nouvelle de Vire Normandie, à l'angle de la rue Valhérel, à proximité du fleuve, dans le département français du Calvados. Elle doit son nom aux grenouilles qui coassaient aux bord de la Vire.

## Historique
La tour faisait partie des remparts de la ville construits sur ordre de Saint Louis à partir de 1250. Elle en marque l'angle sud-est.

## Protection
L'édifice est inscrit au titre des Monuments historiques depuis le 6 août 1951.
Tour aux Raines : inscription par arrêté du 6 août 1951